# Rodriguezia bifolia
Rodriguezia bifolia är en orkidéart som beskrevs av João Barbosa Rodrigues. Rodriguezia bifolia ingår i släktet Rodriguezia och familjen orkidéer. Inga underarter finns listade i Catalogue of Life.